# (1720) Niels
(1720) Niels est un astéroïde de la ceinture principale découvert le 7 février 1935 par l'astronome allemand Karl Wilhelm Reinmuth. Le lieu de découverte est Heidelberg (024). Sa désignation provisoire était 1935 CQ.
Sa distance minimale d'intersection de l'orbite terrestre est de 0,975115 ua.

## Nom
La planète mineure est nommée d'après Neils, petit fils du découvreur.